# 시인
시인(詩人)은 시를 전문적으로 짓는 사람을 말한다. 원로 시인, 여성 시인, 낭만파 시인, SNS 시인 등이 있다. 최근 인터넷 및 SNS가 발달함에 따라 온라인 상으로 창작시를 발표하는 사례가 늘고있다. 이를 보고 인터넷 시인 혹은 SNS 시인이라 부른다.

## 같이 보기
- 시 (문학)
- 언어
- 문학